# Earl Fernandes

Bischofswappen von Earl Fernandes

Earl K. Fernandes (* 21. September 1972 in Toledo, Ohio) ist ein US-amerikanischer Geistlicher und römisch-katholischer Bischof von Columbus.

## Leben
Earl K. Fernandes schloss zunächst ein Biologiestudium an der University of Toledo ab. Am Mount Saint Mary’s Seminary of the West in Cincinnati studierte er anschließend Philosophie und Theologie. Am 18. Mai 2002 empfing er das Sakrament der Priesterweihe für das Erzbistum Cincinnati.
Nach erster Tätigkeit in der Pfarrseelsorge studierte er von 2004 bis 2008 in Rom Moraltheologie und wurde an der Päpstlichen Akademie Alfonsiana zum Dr. theol. promoviert. Von 2008 bis 2016 war er Dekan und Assistenzprofessor für Moraltheologie am Mount Saint Mary’s Seminary of the West. Zeitweise war er zudem Administrator der Herz-Jesu-Pfarrei in Cincinnati. Von 2016 bis 2019 war er Mitarbeiter der Apostolischen Nuntiatur in Washington, D.C. Von 2019 bis zu seiner Ernennung zum Bischof war er Pfarrer der Pfarrei Saint Ignatius of Loyola in Cincinnati.
Am 2. April 2022 ernannte ihn Papst Franziskus zum Bischof von Columbus. Die Bischofsweihe spendete ihm der Erzbischof von Cincinnati, Dennis Marion Schnurr, am 31. Mai desselben Jahres in der St. Paulus-Kirche in Westerville. Mitkonsekratoren waren der Apostolische Nuntius in den vereinigten Staaten, Erzbischof Christophe Pierre, und sein Amtsvorgänger Robert John Brennan, nunmehr Bischof von Brooklyn.